# Factor de transcripción tiroidea 1 (TTF-1)
El factor de transcripción tiroidea 1 (TTF-1), también conocido como NK2 homeobox 1 (NKX2-1), es una proteína qué en los humanos está codificada por el gen NKX2-1.

## Función
El factor de transcripción tiroides 1 (TTF-1) es una proteína que regula la transcripción de genes específicos de la tiroides, pulmón y diencéfalo. También se conoce como proteína de unión potenciadora específica de la tiroides. Se utiliza en anatomía patológica como marcador para determinar si un tumor surge del pulmón o del tiroides. NKX2.1 puede ser inducido por activina A a través de la señalización SMAD2 en un modelo de diferenciación de células madre embrionarias humanas.

## Importancia clínica

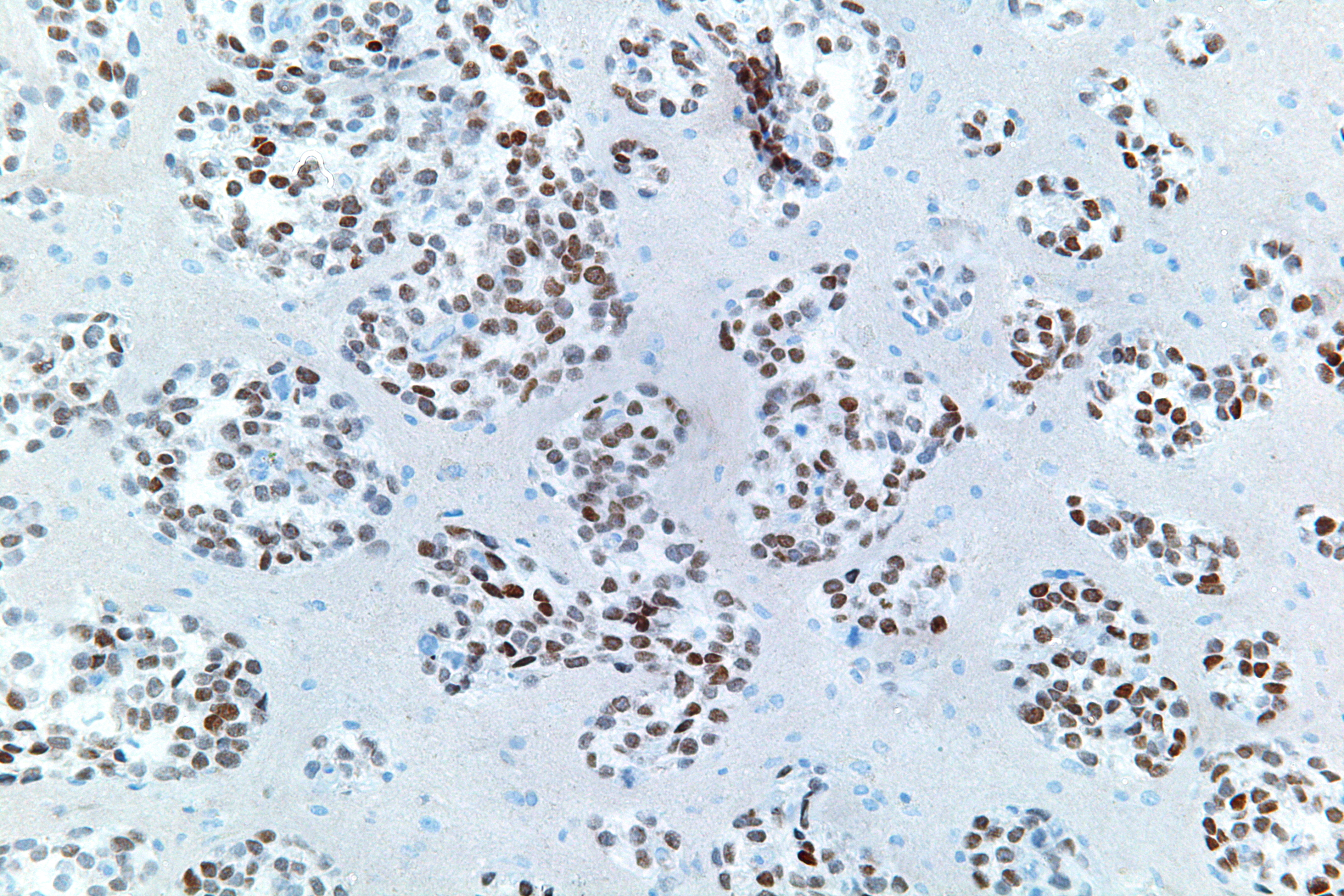
Micrografía de un adenocarcinoma de pulmón metastásico (en el cerebro) que presenta tinción nuclear (marrón) para TTF-1.

Las células positivas para TTF-1 que se encuentran en el pulmón son los neumocitos tipo II y las células Club.  En el tiroides las células foliculares y parafoliculares son también positivas para TTF-1.
Para los cánceres de pulmón, adenocarcinomas suelen ser positivos, mientras que los carcinomas escamosos y carcinomas de célula grande son raramente positivos. Los carcinomas de células pequeñas (de cualquier sitio primario) son normalmente positivos. TTF1 es más que un simple marcador clínico de adenocarcinoma de pulmón. Desempeña un papel activo en el mantenimiento de las células de cáncer de pulmón según la observación experimental  en el cáncer de pulmón con este mutado.
Se ha observado que una pérdida de Nkx2-1 permite la desregulación de los factores de transcripción FOXA1/2 (al relajar la desacetilación de histonas y la represión mediada por metilación de FOXA1/2 por Nkx2-1) provocando la reactivación de la diferenciación gástrica embrionaria en células pulmonares. Esto da como resultado un adenocarcinoma de pulmón mucinoso, una fuente de malos resultados clínicos para los pacientes.
Sin embargo, otros han encontrado que la tinción de TTF-1 a menudo es positiva en adenocarcinomas pulmonares, carcinomas de células grandes, carcinomas de pulmón de células pequeñas, tumores neuroendocrinos no microcíticos y carcinomas extrapulmonares de células pequeñas.
También es positivo en cáncer de tiroides y se usa en el control de metástasis y recidivas.

## Interacciones
Se ha demostrado que NK2 homeobox 1  interacciona con Calreticulina y PAX8.